# 吉布里·桑科
吉布里·桑科（Gibril Sankoh，1983年5月15日—），是一名塞拉利昂足球运动员，司职后卫，现效力于中国足球甲级联赛球队梅州客家。

## 俱乐部生涯
桑科出生于塞拉利昂首都弗里敦，之后移居荷兰，在荷兰接受专业足球训练。2004年，他在特爾斯達开始职业足球生涯，一个赛季后转投荷兰足球甲级联赛球队格罗宁根。2010年5月20日，他和德国足球乙级联赛球队奥格斯堡签约。在加盟的第一个赛季，他帮助奥格斯堡获得联赛亚军，历史上首次进入德甲联赛。
2013年2月6日，刚刚降级到中国足球甲级联赛的河南建业宣布正式签入桑科。

## 国际比赛生涯
桑科曾以不同的原因拒绝塞拉利昂国家足球队的召唤，最主要的理由是他不喜欢长距离的飞行。
2012年9月8日，桑科在2013年非洲国家杯预选赛塞拉利昂主场2比2战平突尼斯的比赛中首次代表国家队出战。10月13日，他代表国家队参加第二回合的赛事，结果他在比赛中被红牌罚下，最终塞拉利昂客场0比0战平突尼斯，以客场进球数劣势被淘汰出局。